# Bodo Mrozek

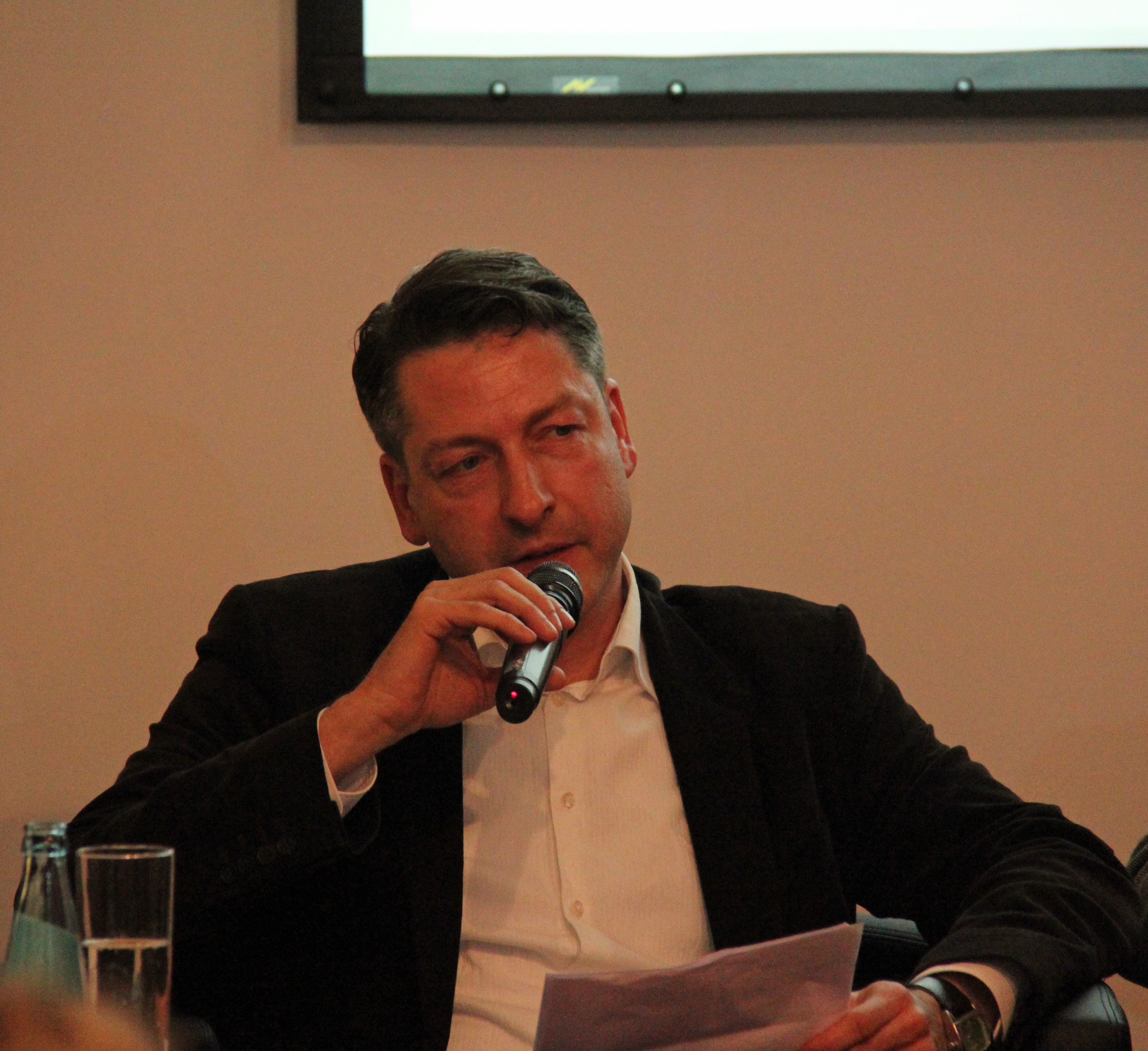
Bodo Mrozek auf der Frankfurter Buchmesse 2011

Bodo Mrozek (* 1968 in Berlin) ist ein deutscher Historiker und Autor. Er ist Wissenschaftlicher Mitarbeiter am Berliner Kolleg Kalter Krieg.

## Leben
Mrozek studierte Geschichte, Literatur- und Politikwissenschaft in Berlin und Amsterdam.
Während seines Studiums schrieb er als Journalist für überregionale Tageszeitungen. Er war Pauschalist bei dpa und den Berliner Seiten der Frankfurter Allgemeinen Zeitung, Feuilleton-Redakteur beim Tagesspiegel und schrieb für Spiegel Online eine Kolumne über Begriffsgeschichte. Größere Bekanntheit erlangte Bodo Mrozeks zweibändiger Bestseller Lexikon der bedrohten Wörter. Darin versammelt er veraltende Wörter und erklärt deren Geschichte pointiert auf teils sprachhistorische, teils feuilletonistische Weise.
Als Historiker arbeitet Mrozek über Themen der Zeitgeschichte und der Kulturgeschichte. Er war Stipendiat der Deutschen Historischen Institute in Washington, London und Paris, am Max-Planck-Institut für Bildungsforschung sowie Wissenschaftlicher Mitarbeiter des Zentrums für Zeithistorische Forschung Potsdam (ZZF), der Humboldt-Universität zu Berlin und der Université du Luxembourg. Fellowships und Gastaufenthalte führten ihn an die Universität Versailles, die Columbia University, die University of London (Queen Mary) und die University of Cambridge. Mrozek ist Mitherausgeber einer zweibändigen Popgeschichte. In seiner Forschungsmonographie Jugend – Pop – Kultur. Eine transnationale Geschichte analysiert er den Wandel von der Kriminalisierung einer internationalisierten Jugendkultur hin zu einer schichten- und altersübergreifenden Popkultur gegen starke nationalkulturelle Widerstände. Im Sommersemester 2018 vertrat er den Lehrstuhl für Theorie und Geschichte der populären Musik an der Humboldt-Universität zu Berlin.
Bodo Mrozek lebt in Berlin.

## Auszeichnungen
- 2021: IASPM Book Prize (category: best non-English-language book) für Jugend – Pop – Kultur. Eine transnationale Geschichte[4]

## Ämter
Er ist Mitglied der Zentraljury des Geschichtswettbewerbs des Bundespräsidenten, des wissenschaftlichen Beirats der Zeitschrift Pop. Kultur und Kritik, der Buchreihe Perspectives on Sensory History (Penn State University Press) und des Wissenschaftlichen Beirats des Transdisciplinary Research Center for Popular Music Cultures and Creative Economies (C:POP) der Universität Paderborn. 2017 und 2024/25 gehörte er den wissenschaftlichen Beiträten von internationalen Konferenzen an der Pariser Sorbonne an. Bei einem Sprachwettbewerb nach dem schönsten bedrohten Wort stand Mrozek 2006 einer Jury vor (mit u. a. den Schriftstellern Jakob Hein und Eva Menasse) und er gehörte 2010 der Jury für den kuriosesten Buchtitel an, der auf der Frankfurter Buchmesse verliehen wurde. 

## Schriften
- Jugend – Pop – Kultur. Eine transnationale Geschichte (= suhrkamp taschenbuch wissenschaft, Band 2237). Suhrkamp Verlag, Berlin 2019, ISBN 978-3-518-29837-4. Weitere Ausgaben:
  - Histoire de la pop. Quand la culture jeune dépasse les frontières (années 1950–1960). Traduit par Sofiane Boussahel, préface de Pascale Goetschel. Éditions de la maison des sciences de l’homme, Paris 2024, ISBN 978-2-7351-2823-5.
  - Jugend – Pop – Kultur. Eine transnationale Geschichte (= bpb Schriftenreihe, Band 10639). Bundeszentrale für politische Bildung, Bonn 2021.
- mit annette hollywood: The Art Song Collection. argobooks, Berlin 2014, ISBN 978-3-942700-46-7.
- Das große Lexikon der bedrohten Wörter. Rowohlt, Reinbek 2008, ISBN 3-499-62447-8.
- Lexikon der bedrohten Wörter II. Rowohlt, Reinbek 2006, ISBN 3-499-62193-2.
- Lexikon der bedrohten Wörter. Rowohlt, Reinbek 2005, ISBN 3-499-62077-4.

als Herausgeber
- mit Susanne Rappe-Weber: Jugend – Musik – Bewegung. Formierung und Mobilisierung im 20. Jahrhundert (=Jugendbewegung und Jugendkulturen / Jahrbuch, Band 19). V&R unipress, Göttingen 2025, ISBN 978-3-8471-1844-2.

- Sensory Warfare in the Global Cold War: Partition, Propaganda, Covert Operations (=Perspectives on Sensory History). The Pennsylvania State University Press, University Park/PA 2024, ISBN 978-0-271-09740-4.
- mit Alexa Geisthövel und Jürgen Danyel: Popgeschichte. Band 2: Zeithistorische Fallstudien 1958–1988 (=Histoire, Band 49). transcript Verlag, Bielefeld 2014, ISBN 978-3-8376-2529-5.

- mit Alexa Geisthövel: Popgeschichte. Band 1: Konzepte und Methoden (=Histoire, Band 48). transcript Verlag, Bielefeld 2014, ISBN 978-3-8376-2528-8.